# Danh sách biểu trưng của Quân lực Việt Nam Cộng hòa
Dưới đây là danh sách các biểu trưng của Quân lực Việt Nam Cộng hòa.

## Ngày truyền thống
- 1 tháng 10 năm 1949: Ngày thành lập Quân chủng Bộ binh
- 1 tháng 6 năm 1951: Ngày thành lập Quân chủng Không quân
- 1 tháng 11 năm 1951: Ngày thành lập Binh chủng Pháo binh[1]
- 6 tháng 3 năm 1952: Ngày thành lập Quân chủng Hải quân
- 1 tháng 5 năm 1952: Ngày thành lập Bộ Tổng Tham mưu QLVNCH[2].
- 29 tháng 9 năm 1954: Ngày thành lập Binh chủng Nhảy dù[3].
- 1 tháng 10 năm 1954: Ngày thành lập Binh chủng Thủy quân Lục chiến
- 1 tháng 4 năm 1955: Ngày thành lập Binh chủng Thiết giáp
- 8 tháng 4 năm 1955: Ngày thành lập lực lượng Địa phương quân & Nghĩa quân
- 1 tháng 7 năm 1960: Ngày thành lập Binh chủng Biệt động quân
- 19 tháng 6[4] năm 1965: Ngày Quân lực.[5]

## Thánh tổ
- An Dương Vương: Thánh tổ lực lượng Pháo binh và Công binh[6][7].
- Phù Đổng Thiên Vương: Thánh tổ Thiết giáp binh[6][8].
- Tổng lãnh thiên thần Micae: Thánh tổ Binh chủng Nhảy dù[3][9].
- Trần Hưng Đạo: Thánh tổ lực lượng Hải quân[10].
- Yết Kiêu: Thánh tổ lực lượng Người nhái.
- Lê Lợi: Thánh tổ lực lượng Địa phương quân và nghĩa quân.
- Hải Thượng Lãn Ông Lê Hữu Trác: Thánh tổ lực lượng Quân y.
- Trần Nguyên Hãn: Thánh tổ lực lượng Truyền tin.
- Nguyễn Trãi: Thánh tổ Chiến tranh Chính trị.
- Nguyễn Tri Phương: Thánh tổ Bộ binh.
- Phan Đình Phùng: Thánh tổ ngành Quân cụ[6][11].
- Bùi Thị Xuân: Thánh tổ Nữ quân nhân.
- Phùng Hưng: Thánh tổ Biệt động quân.
- Quang Trung - Nguyễn Huệ: Thánh tổ Quân vận.

## Cấp hàm từ sau năm 1964 đến 1975

Phó Đề đốc

Đề đốc

Phó Đô đốc

Lục quân
Không quân
Hải quân Đô đốc

Lục quân
Không quân
Hải quân Thủy sư Đô đốc

## Chiến kỳ
| Cờ | Thời điểm   | Sử dụng                            | Mô tả |
| -- | ----------- | ---------------------------------- | --- |
|    | 1955 - 1975 | Quân kỳ Quân lực Việt Nam Cộng hòa | Nền vàng ba sọc đỏ với phù hiệu Quân lực ở chính giữa (2:3).                                                               |
|    | 1955 - 1975 | Hiệu kỳ Hải quân                   | Cờ vàng ba sọc đỏ với phù hiệu Hải quân (mỏ neo) ở chính giữa (2:3).                                                       |
|    | 1955 - 1975 | Thánh kỳ Hải quân                  | Nền vàng với chữ Trần (陳) màu đen ở trung tâm, viền cờ lần lượt từ ngoài vào trong: xanh lục, da cam, trắng và đen (1:1). |

## Phù hiệu

Quân chủng Bộ binh
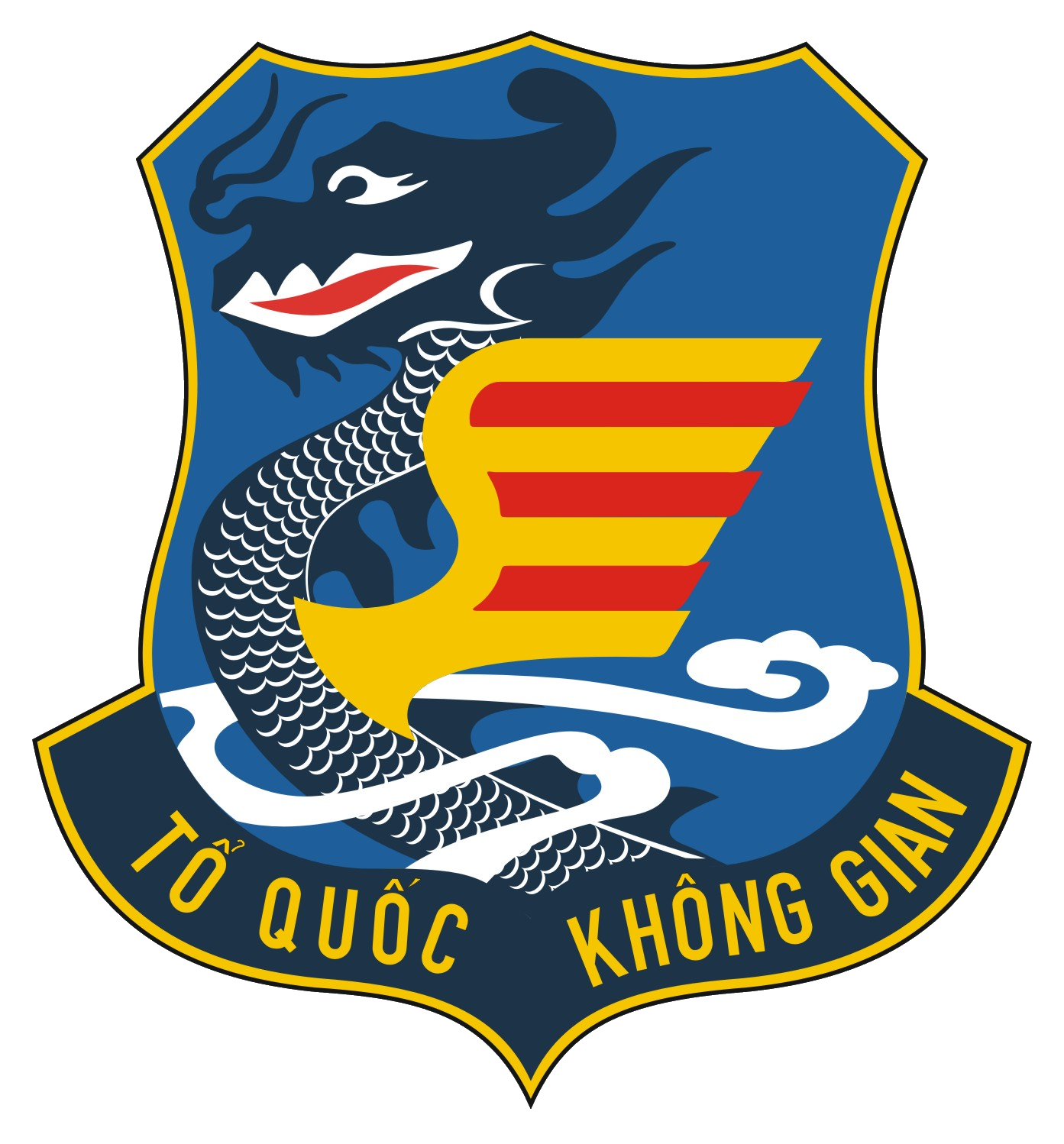
Quân chủng Không quân
Binh chủng Pháo binh
Quân chủng Hải quân
Bộ Tổng Tham mưu
Binh chủng Nhảy dù
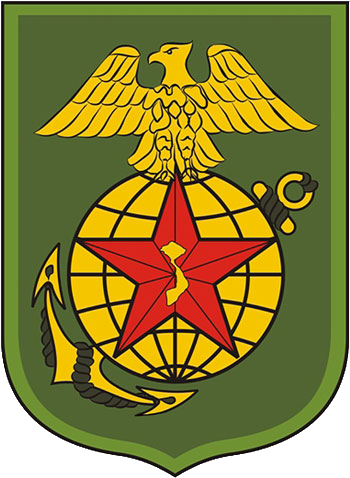
Binh chủng Thủy quân Lục chiến
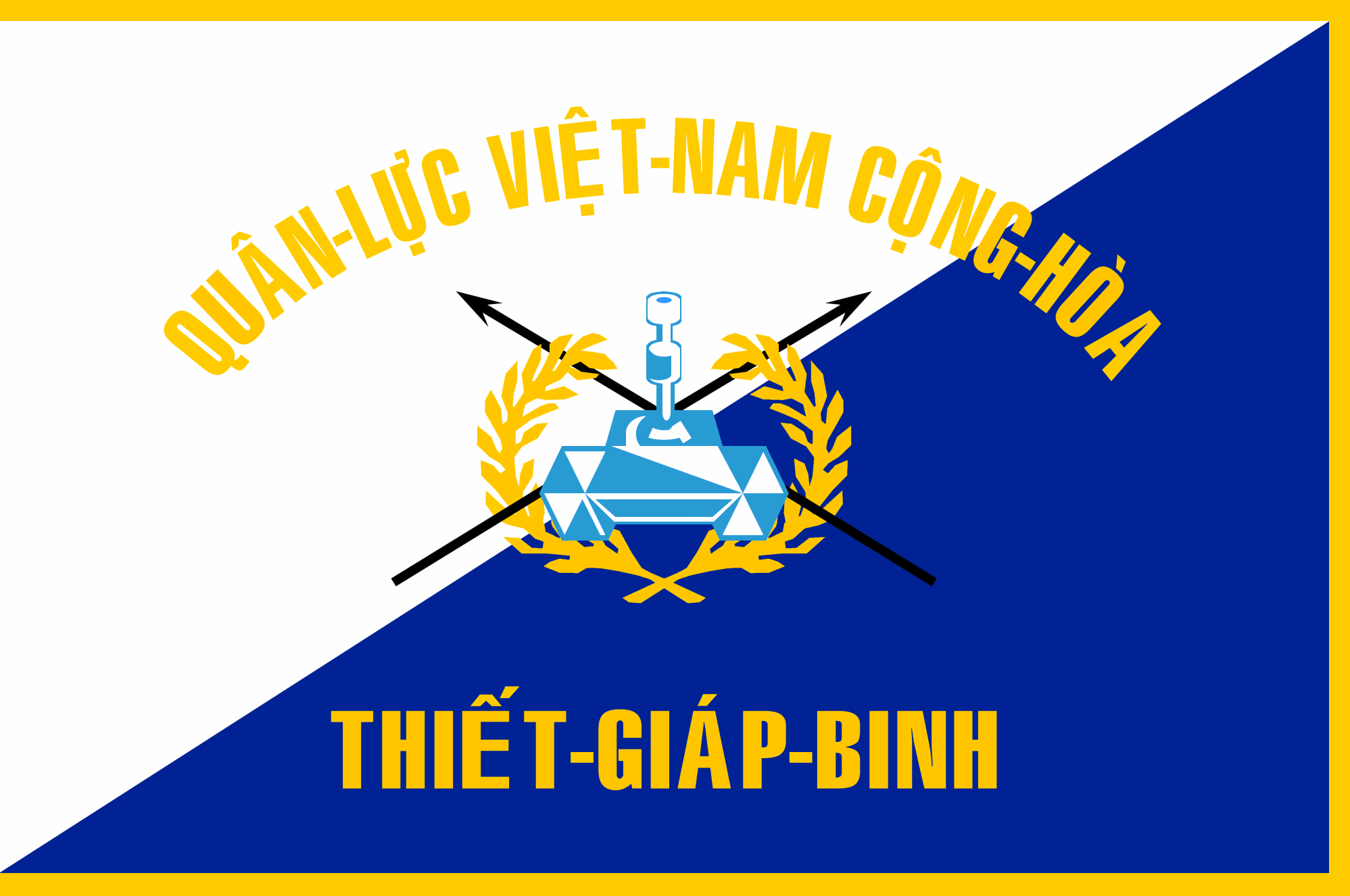
Binh chủng Thiết giáp
Địa phương quân & Nghĩa quân
Binh chủng Biệt động quân

## Huân chương

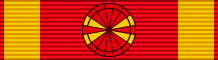
Đệ tứ đẳng
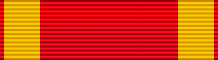
Đệ ngũ đẳng

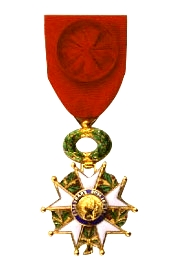
Bắc đẩu Bội tinh
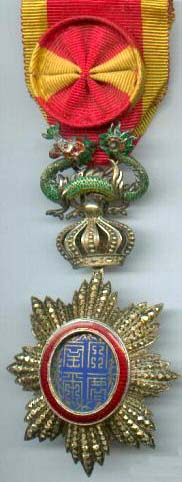
Đại nam Long tinh

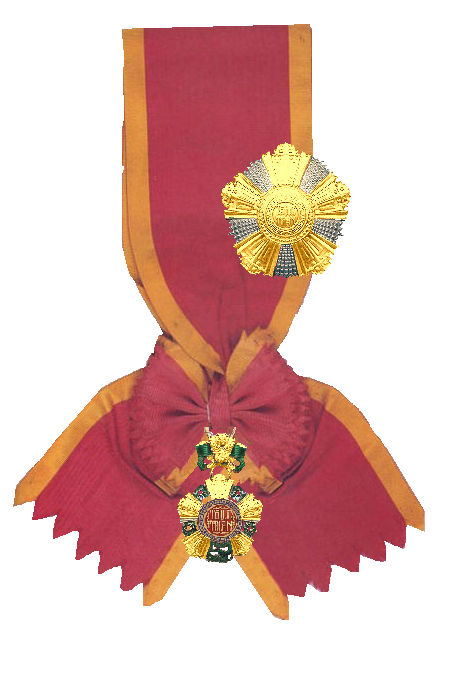
Đệ nhất đẳng
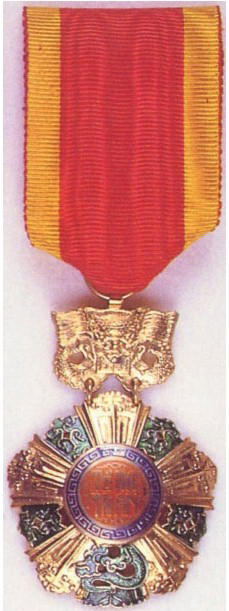
Đệ ngũ đẳng

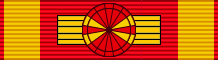
Đệ nhất đẳng
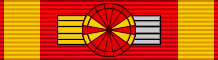
Đệ nhị đẳng
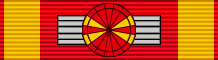
Đệ tam đẳng

- Đệ tứ đẳng
- Đệ ngũ đẳng

## Cấp hàm từ sau năm 1964 đến 1975[13]

Lục quân
Không quân
Hải quân
Thủy quân Lục chiến

- Phó Đề đốc

- Đề đốc

- Phó Đô đốc

- Lục quân
- Không quân
- Hải quân
Đô đốc

- Lục quân
- Không quân
- Hải quân
Thủy sư Đô đốc